# Nobuaki Yanagida
Nobuaki Yanagida (柳田 伸明 Yanagida Nobuaki?, nacido el 9 de diciembre de 1970 en Tokio) es un exfutbolista japonés que se desempeñaba como centrocampista y entrenador.

## Clubes

### Como futbolista
| Club           | País  | Año         |
| -------------- | ----- | ----------- |
| Fujitsu        | Japón | 1993 - 1995 |
| Mito HollyHock | Japón | 1997 - 1998 |

### Como entrenador
| Club         | País  | Año  |
| ------------ | ----- | ---- |
| Oita Trinita | Japón | 2015 |